# Gieshof (Miesbach)
Der Gieshof ist ein Gemeindeteil von Miesbach auf der Gemarkung Wies im oberbayerischen Landkreis Miesbach.

## Ortsbeschreibung
Die Einöde Gieshof liegt nordwestlich von Miesbach.
Die Gieshofkapelle ist in die Liste der Baudenkmäler in Miesbach eingetragen. 

## Name
Der Ortsname Gieshof bezieht sich wohl auf den Familiennamen Gies vom Personennamen Kiso oder Giso, wie beim Ort Kissing.

## Bevölkerungsentwicklung
Um 1871 lebten auf dem Gieshof 17 Einwohner. Die Einwohnerzahl stieg bis 1950 auf 25. Im Mai 1987 lebten dort neun Einwohner in zwei Wohngebäuden.
| Jahr      | 1871 | 1925 | 1950 | 1970 | 1987 |
| Einwohner | 17   | 17   | 25   | 10   | 9    |